# Коштабона
Коштабона (словен. Koštabona) — поселення в общині Копер, Регіон Обално-крашка, Словенія. Висота над рівнем моря: 252,5 м.